# Веер леди Уиндермир (фильм, 1916)
«Веер леди Уиндермир» (англ. Lady Windermere's Fan) — британский немой фильм в жанре комедия режиссёра Фреда Пола и при участии таких актёров как Милтон Росмер, Нетта Уэскот и Артур Уонтнер. Первая кино-адаптация одноимённой пьесы Оскара Уайльда.

## Сюжет
Леди Уиндермир (Нетта Уэскотт) выражает обеспокоенность по поводу того, что её муж (Милтон Росмер) проводит слишком много времени с имеющей плохую репутацию миссис Эрлин (Ирен Рук), пытаясь убедить её вернуться в английское общество после скандального прошлого. Но леди Уиндермир не знает, что миссис Эрлин на самом деле её мать, которая вернулась в Англию после того как провела много лет за границей, в социальной изоляции.

## В ролях
- Милтон Росмер[англ.] — лорд Уиндермир
- Нетта Уэскот — леди Уиндермир
- Найджел Плайфар[англ.] — лорд Августус Лортон
- Ирен Рук[англ.] — миссис Эрлин
- Артур Уонтнер — лорд Дарлингтон
- Эллис де Уинтон[англ.] — герцогиня Бервик
- Э. Вивиан Рейнолдс — мистер Дамби
- Джойс Керр — Агата
- Эван Томас — Сесил Грехэм
- Сидни Вотье — Хоппер